# Horatii en Curiatii

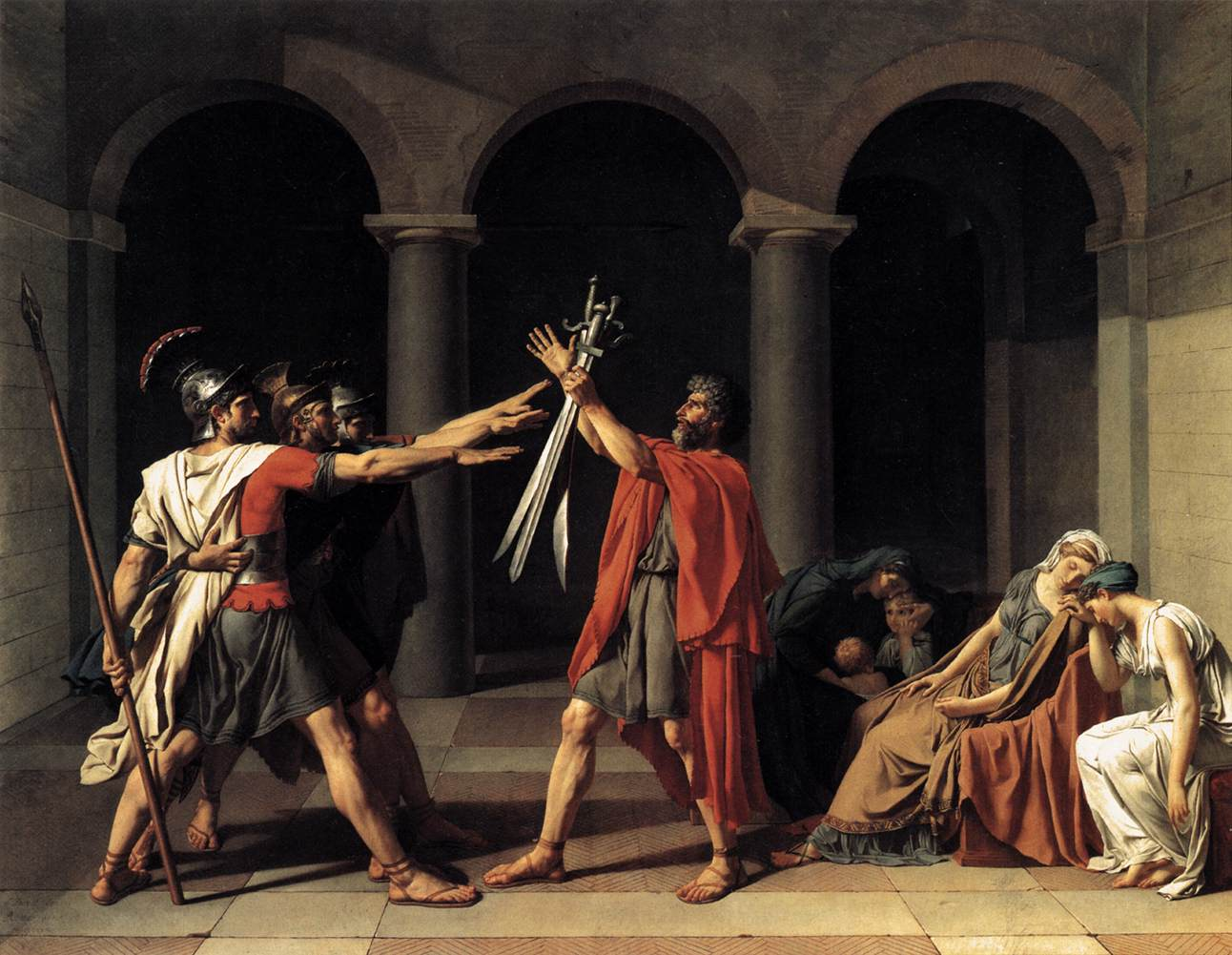
De eed van de Horatii (1784), Jacques-Louis David.

De Horatii en Curiatii waren twee drielingen, van respectievelijk Romeinse en Albane komaf, uit de Romeinse mythologie. De legende is ons voornamelijk overgeleverd door Titus Livius in zijn boek Ab Urbe Condita.
Tijdens een oorlog tussen Rome en Alba Longa, gedurende de regeerperiode van Tullus Hostilius (ca. 673 - 641 v.Chr.), werd besloten om de oorlog te beslissen door een duel tussen de drielingen.
In het begin van het gevecht wisten de drie Curiatii twee van de drie Horatii te doden, maar zij raakten daarbij zelf gewond. De laatste Horatius, Publius genaamd, vluchtte weg en werd door de Curiatii achtervolgd. Omdat de Curiatii gewond waren konden ze Publius Horatius niet bijhouden, volgens Livius (AUC, boek I.25) "nam hij de vlucht, menend dat elk van hen hem zou volgen zoals hun verwondingen toelieten". Hierdoor kon Horatius, aangemoedigd door de Romeinse toeschouwers, die weer hoop hadden gekregen op de overwinning, de Curiatii een voor een aanvallen. De gewonde Curiatii konden zich niet meer voldoende verweren en werden door Publius Horatius eenvoudig gedood.
Zegevierend keerde Horatius terug naar Rome met zijn buit, de wapenrusting van de Curiatii. Bij de poorten van Rome werd hij opgewacht door zijn zus, Horatia, die verloofd was met een van de Curiatii. Toen zijn zus de wapenrusting herkende en besefte dat haar verloofde dood was, schreeuwde ze het uit van verdriet en riep luidkeels de naam van haar verloofde. Horatius, geërgerd omdat de vreugde van zijn overwinning werd verpest, trok zijn zwaard en stak zijn zus dood terwijl hij de woorden "moge het zo elke Romeinse vrouw vergaan die een vijand betreurt" (Sic eat, quaecumque Romana lugebit hostem, Livius, AUC boek I.26) sprak.
Hierom werd hij vervolgens aangeklaagd en veroordeeld voor hoogverraad, maar nadat hij een beroep had gedaan op de volksvergadering, werd hij door deze vrijgesproken. Wel moest hij onder het juk door gaan, om zijn onderwerping aan de Romeinse wet te tonen.
De legende zou een reden kunnen zijn voor het ontstaan van de mogelijkheid om beroep in te stellen bij de volksvergadering.

## Receptie in de kunst
In 1640 dramatiseerde Pierre Corneille dit verhaal in het toneelstuk Horace, dat Antonio Salieri later zou bewerken tot de opera Les Horaces, die in 1786 in première ging.
Jacques-Louis David schilderde in 1784 het beroemde doek De eed van de Horatii.
Heiner Müller voerde het verhaal in zijn dramatisering Der Horatier (1968) op als een moreel dilemma. Moet de Horatiër als held vereerd of als moordenaar terechtgesteld worden? Uiteindelijk besluit men beide dingen te doen - de Horatiër wordt eerst vereerd, en dan gedood. De beslissende vraag gaat over de manier waarop hij herdacht moet worden. Men besluit steeds tegelijk zijn verdienste en zijn schuld te noemen, "nicht fürchtend die unreine Wahrheit [...], nicht verbergend den Rest" ("zonder angst voor de onzuivere waarheid [...], zonder de rest te verbergen"). Hiermee reikt Müller een andere oplossing aan voor het dilemma, namelijk één die "kenntlich machend die Dinge" ("de dingen bij hun naam noemend") de tegenspraak in het menselijke handelen beschrijft.